# Hertha-Sponer-Preis
Der Hertha-Sponer-Preis ist ein wissenschaftlicher Preis der Deutschen Physikalischen Gesellschaft. Er wird seit 2002 jährlich für hervorragende wissenschaftliche Arbeiten auf dem Gebiet der Physik an eine Wissenschaftlerin vergeben und wurde vom Arbeitskreis Chancengleichheit der DPG initiiert. Der Preis soll vor allem jüngere Wissenschaftlerinnen durch öffentliche Auszeichnung ermutigen und so mehr Frauen für die Physik gewinnen. Der Preis besteht aus einer Urkunde und einem Preisgeld von 3.000 €.
Namensgeberin des Preises ist die deutsche Physikerin Hertha Sponer (1895–1968), die wichtige Beiträge zur Molekülphysik und Spektroskopie leistete.

## Preisträgerinnen
Mit Laudatio:
- 2002: Karina Morgenstern (Freie Universität Berlin) für dynamische Rastertunnelmikroskop-Untersuchungen an Nanostrukturen.
- 2003: Uta Fritze-von Alvensleben (Universitätssternwarte Göttingen) für die Untersuchung der Galaxienentwicklung in kosmologischen Zeitskalen insbesondere unter Berücksichtigung ihrer Wechselwirkung.
- 2004: Myrjam Winning (RWTH Aachen) für Beiträge zur Metallurgie und Materialwissenschaften, insbesondere Röntgenstrukturuntersuchungen von Korngrenzen.
- 2005: Elena Vedmedenko (Universität Hamburg) für herausragende Arbeiten des Magnetismus von Nanostrukturen mit Anwendungen in der Spintronik.
- 2006: Ekaterina Shamonina (Universität Osnabrück) für herausragende Beiträge zu elektromagnetischen Metamaterialien.
- 2007: Christine Silberhorn (Universität Erlangen-Nürnberg), Arbeiten zur Quantenkommunikation mit kontinuierlichen Variablen.
- 2008: Sylvie Roke (Max-Planck-Institut für Metallforschung Stuttgart), experimentelle und theoretische Arbeiten zu nichtlinearer optischer Streuung an Partikeloberflächen
- 2009: Corinna Kollath (École polytechnique, Paris), theoretischen Untersuchungen von Nichtgleichgewichtszuständen ultrakalter bosonischer und fermionischer Atomgase
- 2010: Liu Na (Universität Stuttgart), für wegweisende Beiträge zur Charakterisierung und Herstellung dreidimensionaler Metall-Nanostrukturen.
- 2011: Martina Hentschel (Max-Planck-Institut für Physik komplexer Systeme Dresden) für die theoretische Untersuchung von mesoskopischen elektronischen und optischen Systemen, insbesondere zu optischen Mikrokavitäten und der Abstrahlcharakteristik von Mikrolasern, die danach experimentell gut bestätigt werden konnten.
- 2012: Katharina Franke (FU Berlin) für ihre wegweisenden Arbeiten zum Wechselspiel magnetischer Moleküle mit Supraleitern auf der nano- und mesoskopischen Skala.
- 2013: Kerstin Tackmann (DESY) Für ihre herausragenden Arbeiten auf dem Weg zum Nachweis des Higgs-Bosons am Large Hadron Collider (LHC) am CERN.
- 2014: Anne Schukraft (RWTH Aachen) Für die bisher genaueste Messung von Myon-Neutrinos mit Energien bis zu {\displaystyle 10^{15}} eV mit dem IceCube-Detektor. Ihre hervorragenden Arbeiten haben den Weg zur Entdeckung von hochenergetischen Neutrinos kosmischen Ursprungs bereitet.
- 2015: Ilaria Zardo (Technische Universität Eindhoven) Für herausragende Arbeiten zum Verständnis der Gitterdynamik und elektronischer Bandstrukturen von Halbleiternanodrähten mit Wurtzit- und Zinkblende-Kristallstrukturen. Ihre wegweisende Forschung leistet einen wichtigen Beitrag zur Entwicklung komplexer Halbleiter-Nanostrukturen für thermo-elektrische Anwendungen
- 2016 nicht vergeben
- 2017: Isabelle Staude (Friedrich-Schiller-Universität Jena) In Anerkennung ihres zukunftsweisenden Beitrags zur Grundlagenforschung in der Nanophotonik. Isabelle Staude hat eine neuartige Methode aufgezeigt, welche die umfassende Kontrolle von Lichtfeldern auf nanoskopischen Längenskalen ermöglicht und dabei weitgehend frei von Absorptions- und Streuverlusten ist. Die von ihr gewonnenen Erkenntnisse ermöglichen es Forscherinnen und Forschern, bei der Kontrolle von Licht auf der Nanoskala gänzlich neu zu denken, und eröffnen den Weg zur Entwicklung photonischer Komponenten neuartiger Funktionalität.
- 2018: Karin Everschor-Sitte (Universität Mainz) Für ihre wegweisende Forschung zum theoretischen Verständnis von topologisch geschützten magnetischen Strukturen, den Skyrmionen. Insbesondere entwickelt sie innovative Ansätze zur gezielten Erzeugung von Skyrmionen, die zum Beispiel durch homogene Gleichströme kontrolliert werden können. So werden zukünftige Anwendungen in der Spintronik ermöglicht.
- 2019: Adriana Pálffy-Buß (Max-Planck-Institut für Kernphysik) Für ihre wegweisenden theoretischen Berechnungen der Wechselwirkung hochenergetischer Strahlung mit Atomkernen basierend auf Quanteneffekten. Diese Vorhersagen der sogenannten starken Kopplung sind hochrelevant für nanoskopische Systeme in der Röntgenquantenoptik.
- 2020: Priscilla Pani (DESY) Für ihre essenziellen Beiträge zur Suche nach dunkler Materie am LHC. Die von ihr geleitete ATLAS-Analyse hat Signaturen dunkler Materie in verschiedenen Modellen untersucht und so neue Grenzen gesetzt, u. a. in Theorien mit Higgs-Bosonen außerhalb des Standardmodells.
- 2021: Naëmi Riccarda Leo (Forschungszentrum Asociación Centro de Investigación Cooperativa en Nanociencias (CIC nanoGUNE), San Sebastian, Spanien) Für ihre hervorragenden Beiträge zur Untersuchung und Charakterisierung von künstlichen Metamaterialien und ferroischen Systemen.
- 2022: Elisabeth Fischer-Friedrich (Exzellenzcluster Physics of Life (PoL) an der Technischen Universität Dresden) Für ihre herausragenden theoretischen und experimentellen Beiträge zur Charakterisierung der mechanischen Eigenschaften von Zellen und Proteinkondensaten.
- 2023: Adinda de Wit (UZH Physik-Institut, Schweiz) Für ihre herausragenden experimentellen Beiträge zur ersten Beobachtung der Higgs-b-Yukawa-Kopplung und zur präzisen Bestimmung der Higgs-Kopplungen; und an Belina von Krosigk (Karlsruher Institut für Technologie) Für ihre fundamentalen Beiträge zur direkten Suche und zum Verständnis von Dunkler Materie durch die Weiterentwicklung der Modelle sowie der methodischen und analytischen Techniken zur Detektion kleinster Signale.
- 2024: Juliane Borchert (INATECH, Universität Freiburg) Für ihre herausragenden Beiträge zum Verständnis der Prozesse für höchsteffiziente Perowskit-Solarzellen. Ihr innovativer Ansatz, Gasphasenabscheidung und Photolumineszenz zu kombinieren, ermöglicht die zielgerichtete Optimierung der Perowskit-Schichten in neuartigen Tandemsolarzellen.
- 2025: Janna Katharina Behr (Deutsches Elektronen-Synchrotron DESY, Hamburg) Für ihre wesentlichen Beiträge zur Suche nach einem erweiterten Higgs-Sektor durch Higgs-Zerfälle zu Top-Quarks. Sie hat maßgeblich dazu beigetragen, die Grenzen unseres Wissens über die Higgs-Physik zu erweitern, indem sie einen neuen Bereich des Parameterraums erschloss und ausgeklügelte Analysewerkzeuge entwickelte, die die Grundlage für eine wachsende Zahl von Analysen am Large Hadron Collider bilden, die für Interferenzeffekte empfindlich sind.